# مولوي (شاعر)
إسمه الكامل عبد الرحيم ملا سعيد مولوي الطوغوزي ويشتهر باسم مولوي (بالكردية: مەولەوی)‏ هو شاعر وصوفي كردي ولد في سنة 1806 في قرية سرشتة التي تقع في محافظة السليمانية في كردستان العثمانية، يعتبر واحد من أشهر الشعراء الكرد، ومعظم شعره كان يتكلم عن إيمانه الصوفي، توفي في سنة 1882.